# Шошони

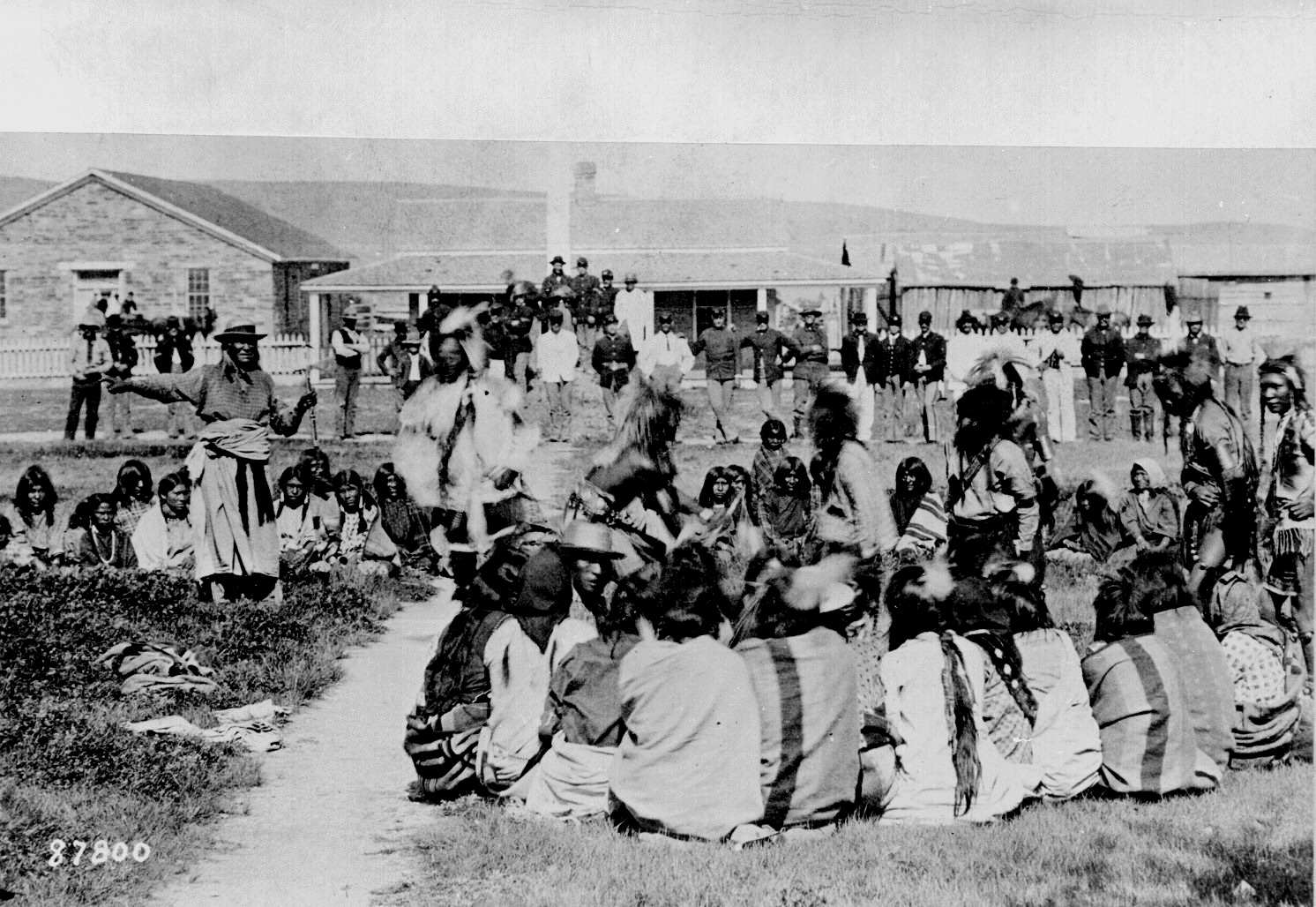
Східні шошони у форті Вашакі р. 1892

Шошо́ни — група індіанських народів, які говорять мовами юто-ацтекської мовної сім'ї. Сюди входять 4 групи. Група нумік включає підгрупи західних, центральних і південних нумік.
Західні — моно і північні пайюти, центральні — панамінт, шошоніт, команчі, південні — юти, південних пайют, кавайісу, чемегуеві. Група такік включає народи серрано, тонгва, кітанемук, купене, кауілья, луісеньо. Групи тубатубал і Хопі включають по одному народу (однойменні). Виділення шошонських мов в одну групу застаріло, в даний час шошонські мови вважаються розкиданими по різних підгрупах нумських мов.
Власне шошони, самоназва — ними, ниви («люди»), індіанські народи, що проживають в центральній і північно-східній частинах Великого Басейну, діляться на західних, північних і східних.
Мови — панамінт і шошоне. Хайме (Джейм) Луїс Гомес (псевдонім — Табу; англ. Taboo; род. 14 липня 1975) — американський співак-репер, учасник американської хіп-хоп групи The Black Eyed Peas має шошонське коріння по материнській лінії.

## Західні шошони
Чисельність західних шошон — 3 тисячі людей. Проживають у штатах Юта, Каліфорнія, Невада. Тип культури характерний для індіанців Великого Басейну. Традиційні заняття — бродяче збиральництво (насіння, коріння, ягоди), полювання (на гірського барана, антилопу, кролика, гризунів, птахів). У справі використовують палиці-копачки, конічні заплічні кошики, вибивачки насіння. З ремесел володіють плетінням, роблять грубу кераміку. Не знали конярства.
Сім'я — мала, сім'ї об'єднувалися в групи з нестійким складом. Шлюб — амбілокальний і неолокальний. Існувало викрадення наречених.
Традиційний культ — шаманізм. Єдиний ритуальний танець — Круговий Танець.

## Північні шошони
Живуть у резервації Форт-Холл на річці Снейк в штаті Айдахо спільно з банноками.
Чисельність — 4000 чоловік. Поширений тип культури індіанців Великого Басейну з елементами культури індіанців Плато.
Заняття — полювання (на бізонів, антилоп, оленів, гірських баранів), збиральництво (злаки, коріння, цибулини), рибальство (лосось, форель).
Розвинене вироблення шкір, плетиво, виготовлення посуду з стеатиту, груба кераміка. У XVII столітті запозичили конярство. У соціальній організації характерні групи з нестабільними складом і лідерством. Сім'я мала, поселення амбілокальне.
Культи — духів-хоронителів, деміурга Аппи («Батько»), головні персонажі міфів — деміург Вовк і трикстер Койот.

## Східні шошони

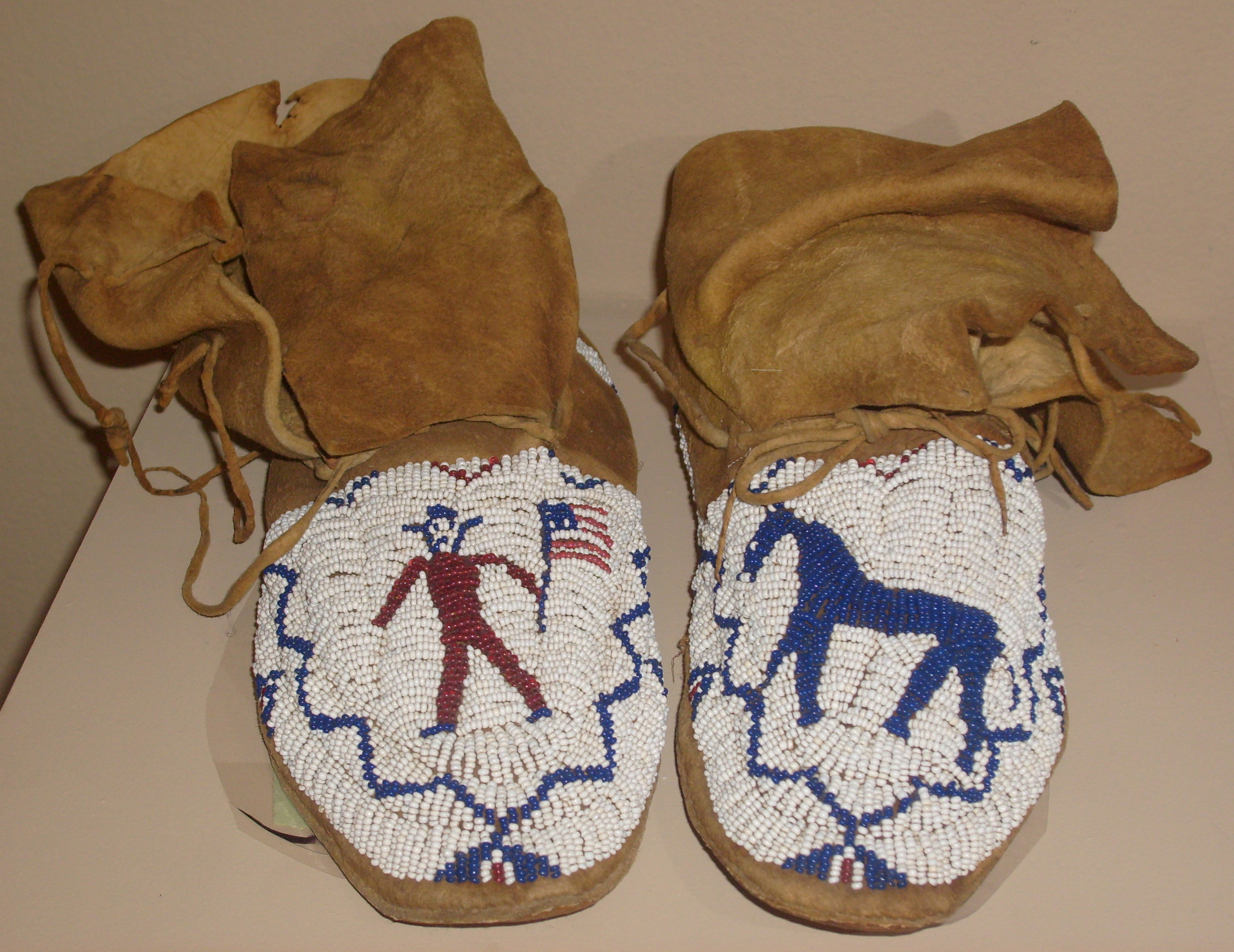
Мокасини східних шошон, 1900 р.

Живуть в резервації Уїнд-Рівер в штаті Вайомінг. Чисельність — 2,4 тисячі людей.
Тип культури — перехідний від культури індіанців Великого Басейну до типу культури індіанців Великих рівнин. Імовірно, вони з'явилися разом з Команчі в районі Великих рівнин в 1500 році і займалися пішим полюванням на бізонів.
З XVII століття перейняли у сусідів конярство і кінне полювання на бізонів. Інші заняття — полювання на бобрів, гризунів, баранів, оленів, рибальство, збиральництво.
Поділялися на племена на чолі з вождем. Узимку плем'я розпадалося на дрібні групи, частково приєднувалися до інших племен. Існували два військові союзи — «Жовті верхівки» (молодь, йшли в авангарді) і «Колоди» (зрілі бійці, йшли в ар'єргарді).
У XX столітті перейшли до сільського господарства, роботи за наймом, посилилася міграція в міста.
Релігія — шаманізм.
Церемоніальний танець — Танець Сонця.